# 方邁
方邁，福建云霄人，清朝政治人物、進士出身。
康熙三十三年，登進士，后余事不詳。